# Derek Boateng
Derek Owusu Boateng (Accra, 1983. május 2. –) ghánai válogatott labdarúgó, aki jelenleg a Rayo OKC játékosa.

## Sikerei, díjai
- AIK Fotboll
  - Svéd másodosztály bajnok: 2005
- Beitar
  - Izraeli bajnok: 2006–07, 2007–08
  - Izraeli State Cup: 2008